# 相对有补格
在数学中，相对有补格是一个格 L，在对于所有在 L 中有着 a ≤ b ≤ c 的 a, b, c，有在 L 中的某个 x 使得 x ∨ b = c 并且 x ∧ b = a。 有这个性质的元素 x 是 b 相对于区间 [a,c] 的补元素。
两个特殊情况经常见到:
- 如果 A 和 B 是集合并且

{\displaystyle A\subseteq B}
则 A 相对于 B (涉及的区间是从空集 到 B)的补集是
{\displaystyle B\setminus A=\left\{\,x\in B:x\not \in A\,\right\}.}
- 如果这个格是布尔代数，则 b 相对于区间 [a, c] 的补是 a ∨ (~ b) ∧ c。(一般的说，表达式 x ∨ y ∧ z 在布尔代数中是有歧义的，但是 a ≤ b ≤ c 的事实去除了这种情况下的歧义)。在布尔代数作为命题逻辑的模型的常见释义中，如果  a → b 而 c ← b (a 是 b 的充分条件而 c 是 b 的必要条件)，则 b 相对于区间 [a, c] 的补是唯一的(逻辑等价的)命题 d，它使得

- a → d 而 c ← d (a 是 d 的充分条件而 c 是 d 的必要条件)，并且
- d ↔ ~b (d 等价于 ~b)，如果 a 为假而 c 为真。